# Juan de Borja y Cattanei
Juan de Borja y Cattanei o Juan Borgia (Roma, c. 1474 - ibid., 14 de junio de 1497) fue hijo del papa Alejandro VI, duque de Gandía y señor de la Baronías de Castel de Bayrent, Bellreguart, Lombay, La Foya, Toris, Gallimera, Xeresa, Alcodar y Chella en el Reino de Valencia; duque de Sessa, príncipe de Teano y de Tricarico, conde de Claramonte, de Lauria y de Carinola y Gran Condestable en el  Reino de Nápoles; Confaloniero de la Iglesia y Capitán General de la Iglesia.  
Murió asesinado antes de cumplir los veinticuatro años en circunstancias sin esclarecer. 

## Biografía

### Entorno familiar

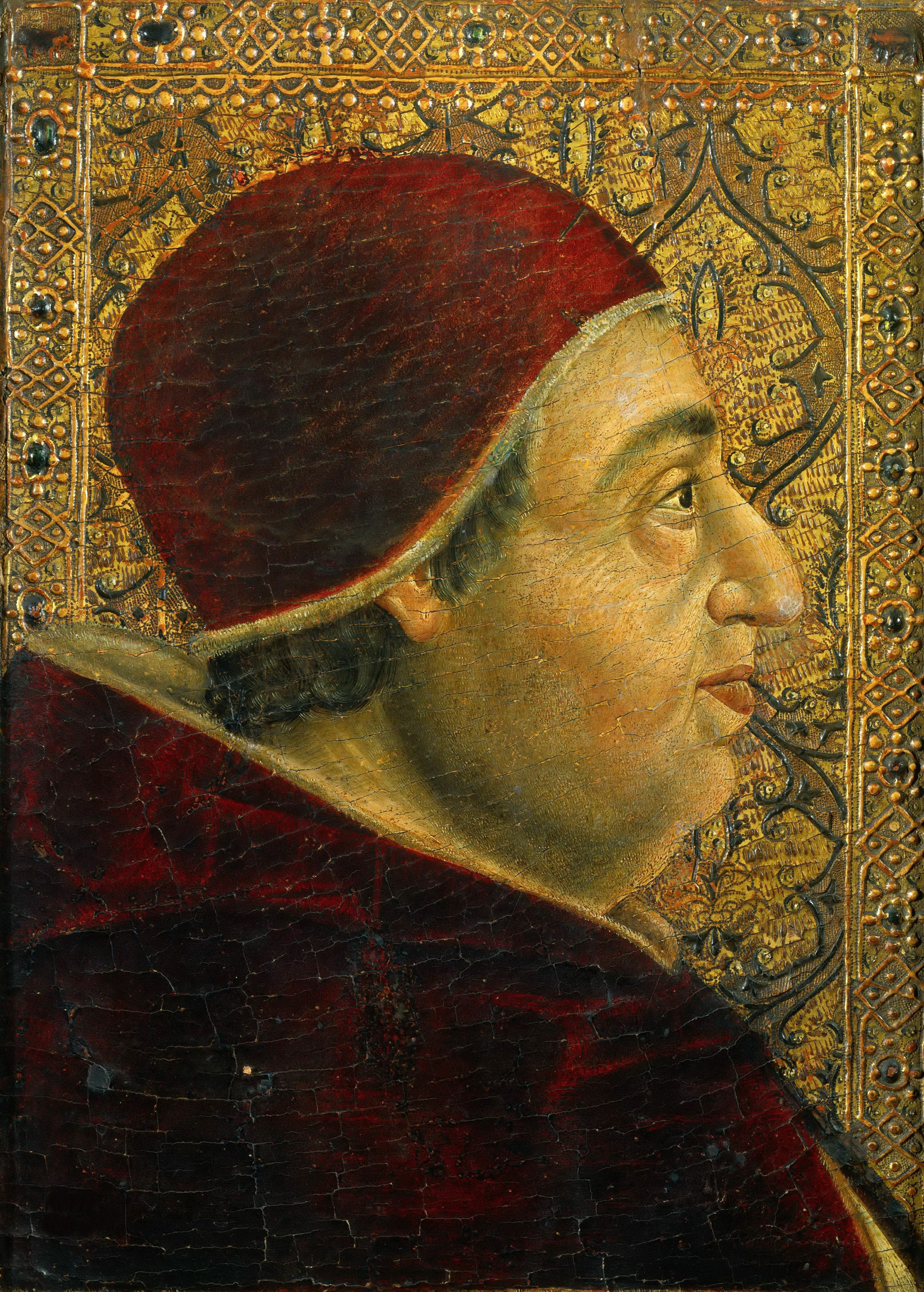
Alejandro VI.

Juan fue el hijo natural y primogénito del cardenal Rodrigo de Borja, futuro papa Alejandro VI, y de su amante Vannozza Cattanei, y hermano de César, Lucrecia y Jofré Borgia. 
Por parte de su padre tuvo también otros medio hermanos, entre ellos Pedro Luis de Borja, de quien heredó el ducado de Gandía.

### Matrimonio y descendencia
El 13 de diciembre de 1488 se firmó en Valladolid el compromiso matrimonial entre Juan y María Enríquez de Luna, que había estado prometida previamente a su medio hermano Pedro Luis, fallecido solo diez días antes sin llegar a contraer matrimonio.
Trasladado a España por las galeras de Bernardo de Vilamarí y Francesc de Pau, la boda se celebró en Barcelona a finales de agosto de 1493, después de la elevación de su padre al pontificado. 
La esposa, María Enríquez de Luna, era hija de Enrique Enríquez de Quiñones, hermano de Juana Enríquez, segunda mujer del rey Juan II de Aragón y mayordomo mayor de su sobrino el rey Fernando II de Aragón; y de María de Luna y Ayala, hija de Pedro de Luna y Manuel, II señor de Fuentidueña, y de Elvira de Ayala y Herrera. 
De este matrimonio nacieron dos hijos:
- Juan de Borja y Enríquez, nacido en 1494, III duque de Gandía,[5][a] padre de San Francisco de Borja.
- Isabel de Borja y Enríquez, nacida póstuma el 15 de enero de 1498, abadesa del Convento de Santa Clara de Gandía.

### Duque de Gandía

Ducado de Gandía.

Tras el matrimonio Juan de Borja se trasladó a Valencia donde tomó posesión del ducado de Gandía. Se hallaba todavía en España cuando en 1494 el rey de Nápoles Alfonso II, con motivo del acuerdo matrimonial entre su hermano menor Jofré y Sancha d'Aragona, le nombró príncipe de Tricarico y conde de Chiaramonte, Lauria y Carinola, y también cuando el año siguiente Fernando II de Nápoles le concedió el Ducado de Sessa.
Sin embargo de los Reyes Católicos, a pesar de vagas promesas hechas a su padre, apenas recibió atenciones, por lo que retornó a la península italiana en agosto de 1496, dejando a su esposa en España. 

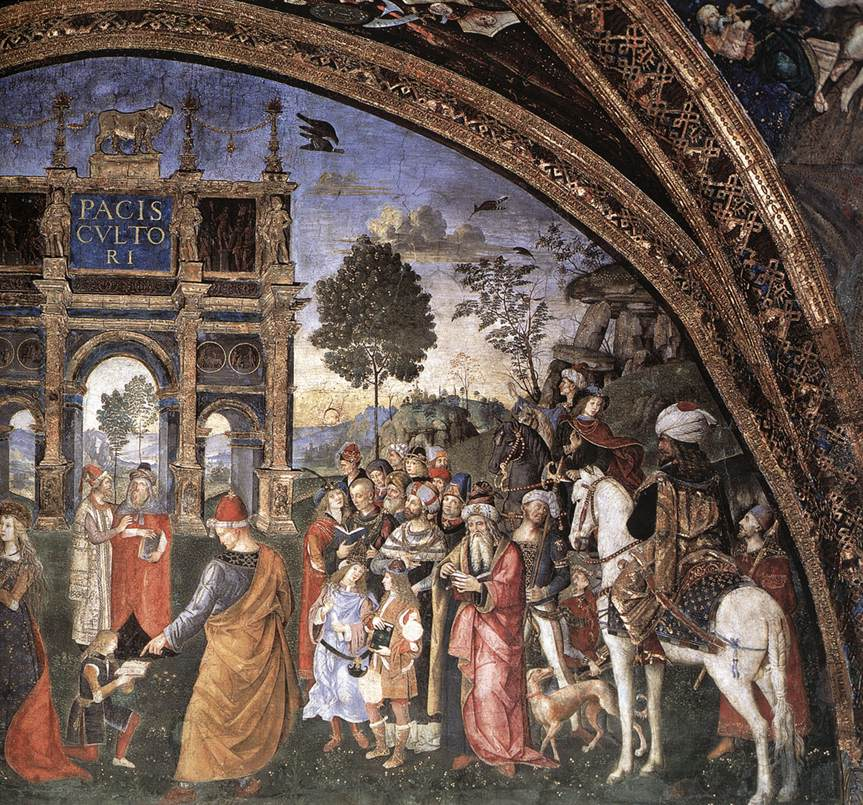
Pinturicchio, fresco de la Disputa de Santa Catalina en los Apartamentos Borgia. La figura masculina montado en un caballo a la derecha pudiera tratarse de un retrato de Juan.

### General de la Iglesia
Durante su ausencia había empezado en Italia la guerra del yeso, en la que Carlos VIII de Francia había cruzado la península y conquistado el Reino de Nápoles; para enfrentarle, los Estados Pontificios se habían aliado con los países del norte de Italia y con las principales potencias europeas en la Liga Santa, y ahora el papa planeaba combatir a los Orsini, que se habían alineado con los franceses.  
El 26 de octubre Juan fue nombrado capitán general de la Iglesia y junto al duque de Urbino Guidobaldo de Montefeltro se le encargó el mando del ejército pontificio, teniendo como legado al cardenal Bernardino Lonati; la expedición militar partió al día siguiente.  Durante las primeras semanas la campaña fue un éxito para los pontificios: arrebataron a los Orsini Anguillara, Sutri, Sacrofano, Galera, Formello y Campagnano, pero fueron rechazados en su intento de tomar Bracciano, defendida por Bartolomeo d'Alviano, y cuando en enero de 1497 se enfrentaron entre Soriano y Bassano a las tropas que Vitellozzo Vitelli y Carlo Orsini habían reclutado con el apoyo económico de Francia, el duque de Urbino fue hecho preso, el de Gandía derrotado y sus tropas dispersas.  Desde Nápoles llegaron en su apoyo los refuerzos militares bajo el mando de Gonzalo Fernández de Córdoba y Próspero Colonna, pero antes de que estos pudieran intervenir, el papa ajustó las paces con los Orsini.

### Duque de Benevento
Entretanto el papa Alejandro VI planeaba aumentar los estados de su primogénito, y para ello  concertó con el rey de Nápoles Federico I que le enviaría a su hijo el cardenal César Borgia para la ceremonia de su coronación a cambio de la cesión del Ducado de Benevento a Juan.
En el consistorio del 7 de junio de 1497 el papa invistió a Juan como duque de Benevento y señor de Terracina y Pontecorvo, ignorando las protestas del cardenal Piccolomini por la enajenación del patrimonio eclesiástico y las de los embajadores de España por la concesión de unos territorios confinantes a Calabria, que hacían sospechar sus ansias sobre el Reino de Nápoles.

### Asesinato

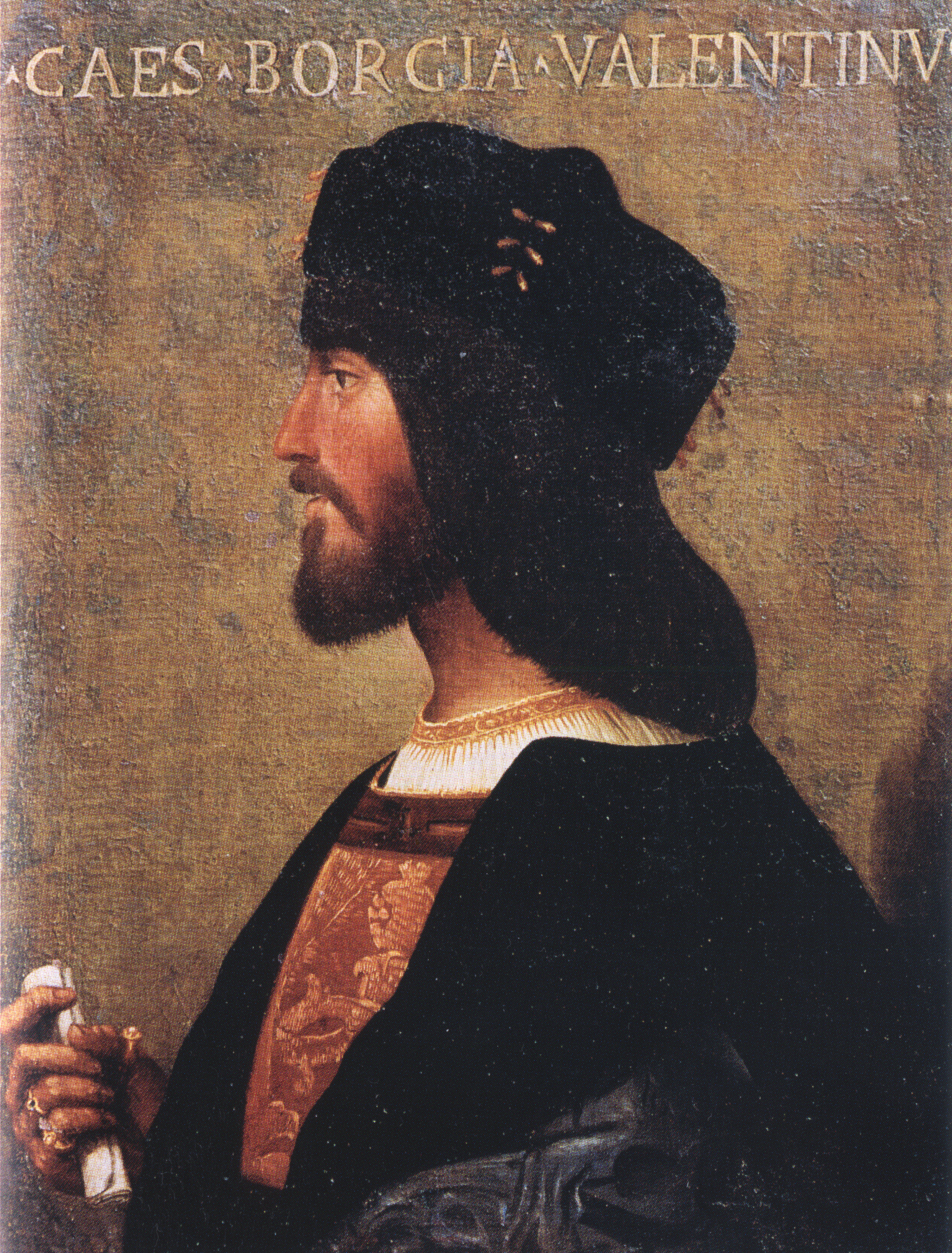
César Borgia.

Antes de partir hacia Nápoles, en la tarde del 14 de junio de 1497 el duque de Gandía, su hermano César Borgia y varias personas más acudieron a un convite en casa de su madre Vanozza.  Acabada la cena, los dos Borgia salieron juntos en dirección al Palacio Apostólico, pero el duque se separó de su hermano llevando como única compañía un escudero y un hombre enmascarado con el que había sido visto recientemente; en la plaza de los judíos ordenó al escudero que le esperase allí durante una hora, y si en ese tiempo no había vuelto, se marchase solo.  
A la mañana siguiente el duque no había aparecido.  En principio se pensó que estaría envuelto en alguna aventura amorosa, pero cuando llegó la noche cundió la preocupación en el entorno del papa y se ordenó su búsqueda.  La policía encontró al escudero malherido e inconsciente y a la mula del duque con los estribos cortados; el día 16 un comerciante de leña eslavo que tenía fondeado su bote a orillas del Tíber declaró que la noche del 14 había visto varios hombres arrojar un cuerpo al río; un grupo de pescadores y buzos rastreó el cauce y encontró el cadáver del duque, degollado y con nueve heridas de arma blanca, todavía con sus ropas y treinta ducados en el cinturón.
Este episodio originó el cruel epigrama de Jacopo Sannazzaro acerca del papa como "pescador de hombres": 

Piscatorem hominum ne te non, Sexte, putemus,
Piscaris natum retibus ecce tuum
Que seas pescador de hombres, Sexto, lo creemos
Pues pescaste a tu hijo con tus redes.

Sin evidencias sobre la autoría del asesinato, los sospechosos eran numerosos: su cuñado Giovanni Sforza tenía pendiente un pleito con los Borgia en el que el papa intentaba la anulación de su matrimonio con Lucrecia Borgia; su hermano Jofré Borgia parecía celoso por la supuesta infidelidad de Juan con su mujer Sancha de Aragón; Antonio Maria Pico della Mirandola tenía una hija a la que el duque pretendía sexualmente; el duque de Urbino había tenido frecuentes desencuentros con él durante la campaña militar del invierno anterior; Ascanio Sforza seguía enfrentado con el papa por su política contra los grandes barones milaneses; el cardenal Federico Sanseverino había tenido recientemente una disputa en la que murió uno de sus mayordomos; y los Orsini culpaban a los Borgia de la muerte del patriarca Virginio Orsini. Se rumoreó que el hombre enmascarado era su sirviente y asesino Miquelot de Prades, mientras la familia de Gandía consideró culpable a su hermano César Borgia.
Sin embargo ninguna de las líneas de investigación fue razonablemente confirmada.  El día 19 se informaba desde la Santa Sede «no sabemos por quién, dónde ni por qué causa se ha perpetrado el homicidio», y un año después todavía no se había descubierto al culpable.
Su cuerpo fue depositado en Santa María del Popolo, y posteriormente, según consta en el testamento de su hijo, trasladado y sepultado en la Colegiata de Santa María de Gandía.

## Ascendencia
|  |                                                              |  |  |  |  |  |  |  |  |  |  |  |  |  |  |  |
|  | 12. Rodrigo de Borja                                         |  |  |  |  |  |  |  |  |  |  |  |  |  |  |  |
|  |                                                              |  |  |  |  |  |  |  |  |  |  |  |  |  |  |  |
|  |                                                              |  |  |  |  |  |  |  |  |  |  |  |  |  |  |  |
|  | 8. Rodrigo Gil de Borja i Anglesola                          |  |  |  |  |  |  |  |  |  |  |  |  |  |  |  |
|  |                                                              |  |  |  |  |  |  |  |  |  |  |  |  |  |  |  |
|  |                                                              |  |  |  |  |  |  |  |  |  |  |  |  |  |  |  |
|  | 13. Sabina Anglesola                                         |  |  |  |  |  |  |  |  |  |  |  |  |  |  |  |
|  |                                                              |  |  |  |  |  |  |  |  |  |  |  |  |  |  |  |
|  |                                                              |  |  |  |  |  |  |  |  |  |  |  |  |  |  |  |
|  | 4. Jofré de Borja i Escrivà                                  |  |  |  |  |  |  |  |  |  |  |  |  |  |  |  |
|  |                                                              |  |  |  |  |  |  |  |  |  |  |  |  |  |  |  |
|  |                                                              |  |  |  |  |  |  |  |  |  |  |  |  |  |  |  |
|  | 14. Andreu Guillem de Escrivà i Pallarès, Señor de Agres     |  |  |  |  |  |  |  |  |  |  |  |  |  |  |  |
|  |                                                              |  |  |  |  |  |  |  |  |  |  |  |  |  |  |  |
|  |                                                              |  |  |  |  |  |  |  |  |  |  |  |  |  |  |  |
|  | 9. Sibilia de Escrivà i Pròixita                             |  |  |  |  |  |  |  |  |  |  |  |  |  |  |  |
|  |                                                              |  |  |  |  |  |  |  |  |  |  |  |  |  |  |  |
|  |                                                              |  |  |  |  |  |  |  |  |  |  |  |  |  |  |  |
|  | 15. Sibília de Pròixita                                      |  |  |  |  |  |  |  |  |  |  |  |  |  |  |  |
|  |                                                              |  |  |  |  |  |  |  |  |  |  |  |  |  |  |  |
|  |                                                              |  |  |  |  |  |  |  |  |  |  |  |  |  |  |  |
|  | 2. Alejandro VI                                              |  |  |  |  |  |  |  |  |  |  |  |  |  |  |  |
|  |                                                              |  |  |  |  |  |  |  |  |  |  |  |  |  |  |  |
|  |                                                              |  |  |  |  |  |  |  |  |  |  |  |  |  |  |  |
|  | 16. Domingo I de Borja                                       |  |  |  |  |  |  |  |  |  |  |  |  |  |  |  |
|  |                                                              |  |  |  |  |  |  |  |  |  |  |  |  |  |  |  |
|  |                                                              |  |  |  |  |  |  |  |  |  |  |  |  |  |  |  |
|  | 10. Juan Domingo de Borja i Doncel, Señor de Torre de Canals |  |  |  |  |  |  |  |  |  |  |  |  |  |  |  |
|  |                                                              |  |  |  |  |  |  |  |  |  |  |  |  |  |  |  |
|  |                                                              |  |  |  |  |  |  |  |  |  |  |  |  |  |  |  |
|  | 17. Caterina Doncel                                          |  |  |  |  |  |  |  |  |  |  |  |  |  |  |  |
|  |                                                              |  |  |  |  |  |  |  |  |  |  |  |  |  |  |  |
|  |                                                              |  |  |  |  |  |  |  |  |  |  |  |  |  |  |  |
|  | 5. Isabel de Borja i Llançol                                 |  |  |  |  |  |  |  |  |  |  |  |  |  |  |  |
|  |                                                              |  |  |  |  |  |  |  |  |  |  |  |  |  |  |  |
|  |                                                              |  |  |  |  |  |  |  |  |  |  |  |  |  |  |  |
|  | 11. Francina Llançol                                         |  |  |  |  |  |  |  |  |  |  |  |  |  |  |  |
|  |                                                              |  |  |  |  |  |  |  |  |  |  |  |  |  |  |  |
|  |                                                              |  |  |  |  |  |  |  |  |  |  |  |  |  |  |  |
|  | 1. Juan de Borja y Catannei                                  |  |  |  |  |  |  |  |  |  |  |  |  |  |  |  |
|  |                                                              |  |  |  |  |  |  |  |  |  |  |  |  |  |  |  |
|  |                                                              |  |  |  |  |  |  |  |  |  |  |  |  |  |  |  |
|  | 6. Jacopo de Candia, Conde de Cattanei                       |  |  |  |  |  |  |  |  |  |  |  |  |  |  |  |
|  |                                                              |  |  |  |  |  |  |  |  |  |  |  |  |  |  |  |
|  |                                                              |  |  |  |  |  |  |  |  |  |  |  |  |  |  |  |
|  | 3. Giovanna de Candia dei Cattanei                           |  |  |  |  |  |  |  |  |  |  |  |  |  |  |  |
|  |                                                              |  |  |  |  |  |  |  |  |  |  |  |  |  |  |  |
|  |                                                              |  |  |  |  |  |  |  |  |  |  |  |  |  |  |  |
|  | 7. Mencia Pinctoris                                          |  |  |  |  |  |  |  |  |  |  |  |  |  |  |  |
|  |                                                              |  |  |  |  |  |  |  |  |  |  |  |  |  |  |  |
|  |                                                              |  |  |  |  |  |  |  |  |  |  |  |  |  |  |  |